# Lahas
Lahas település Franciaországban, Gers megyében. Lakosainak száma 181 fő (2022. január 1.). Lahas Bézéril, Frégouville, Maurens, Montiron, Noilhan és Saint-André községekkel határos.

## Népesség
A település népességének változása:
| Lakosok száma | 260  | 187  | 188  | 171  | 165  | 171  | 180  | 180  | 180  | 181  |
|               | 1968 | 1982 | 1990 | 2006 | 2013 | 2015 | 2017 | 2019 | 2020 | 2022 |